# Бриджтаун (Уэксфорд)
Бриджтаун (англ. Bridgetown; ирл. Baile an Droichid) — деревня в Ирландии, находится в графстве Уэксфорд (провинция Ленстер) у трассы R736.
Местная железнодорожная станция была открыта 1 августа 1906 года.

## Демография
Население — 202 человека (по переписи 2006 года). В 2002 году население составляло 183 человек.
Данные переписи 2006 года:
| Общие демографические показатели |               |                               |                               |      |      |
| Всё население                    | Всё население | Изменения населения 2002—2006 | Изменения населения 2002—2006 | 2006 | 2006 |
| 2002                             | 2006          | чел.                          | %                             | муж. | жен. |
| 183                              | 202           | 19                            | 10,4                          | 100  | 102  |